# Phytoplancton

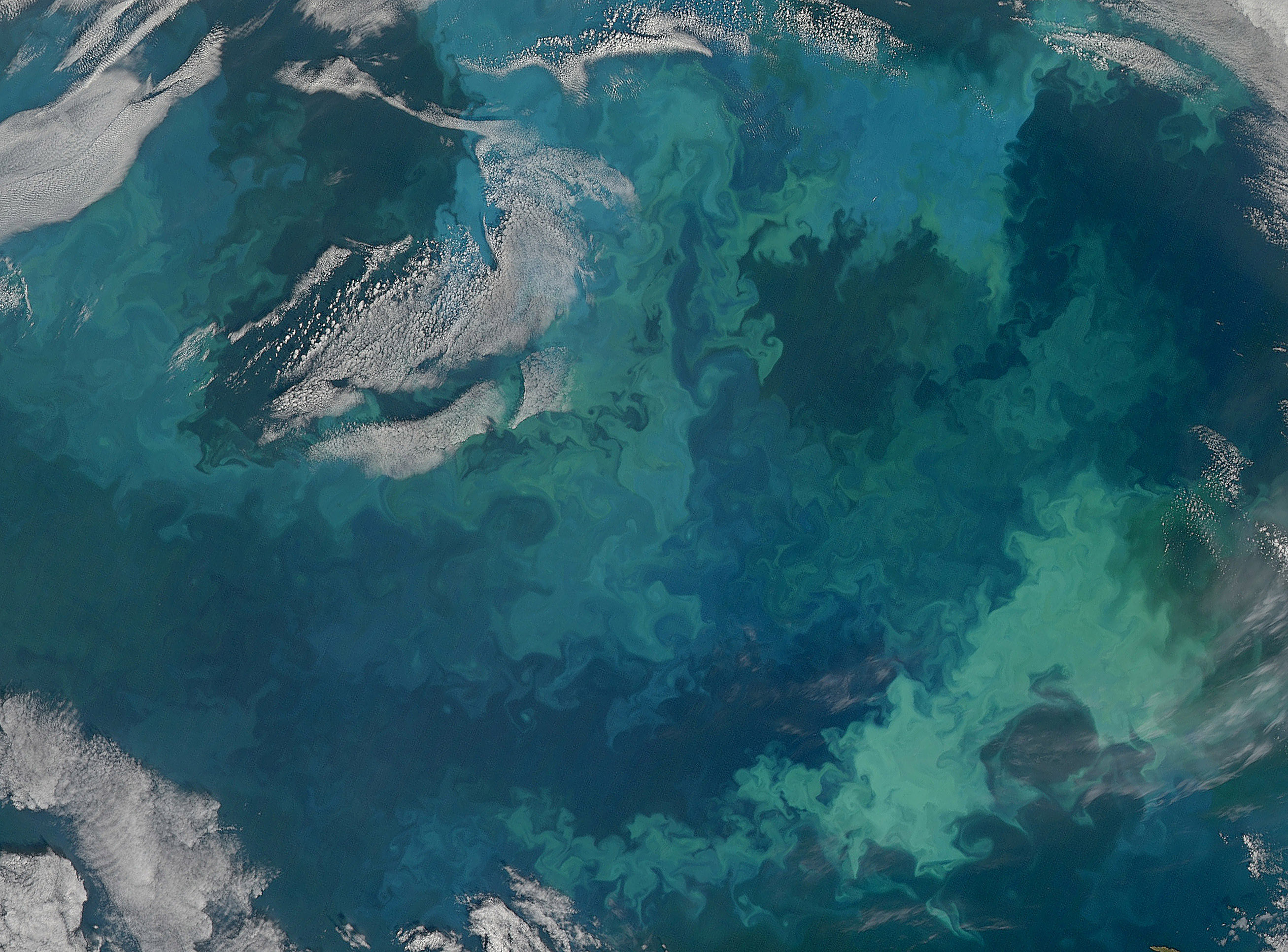
Masses de phytoplancton dans la mer de Barents (vue satellite prise en août 2010).

Le phytoplancton (du grec φυτόν / phutón, « plante » et πλαγκτός / planktós, « errant ») est le plancton autotrophe vis-à-vis du carbone, obtenant son énergie par la photosynthèse (comme les plantes). Le phytoplancton inclut des protistes, comme des dinoflagellés, et des bactéries telles que les cyanobactéries (anciennement « algues bleu-vert »).
La plupart de ces organismes sont trop petits pour être visibles à l’œil nu, mais s'ils sont en quantité suffisante, ils apparaissent à la surface de l'eau comme des étendues colorées. Ceci est dû à la présence de pigments dans leurs cellules, principalement la chlorophylle, mais aussi les phycobiliprotéines et xanthophylles.

## Enjeux

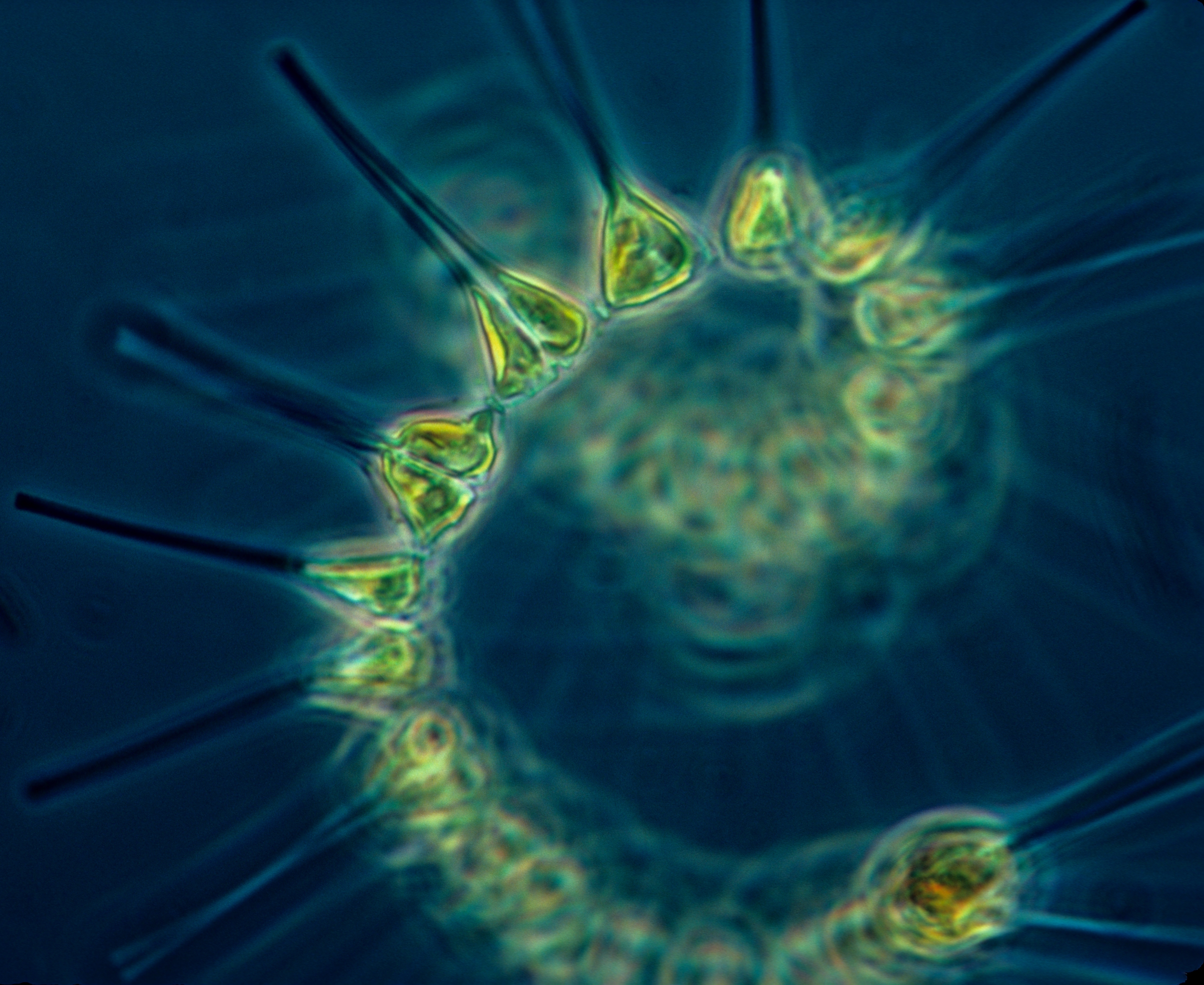
Phytoplancton à la base de la chaîne alimentaire des océans.

Le phytoplancton produit la moitié de l'oxygène que consomment l'ensemble des êtres vivants hétérotrophes et les volcans (ces derniers consomment de l'oxygène en brûlant le carbone organique des sédiments dans les zones de subduction). Il capte l'énergie solaire grâce à la photosynthèse.
Il constitue « 50 % de la production primaire à l’échelle mondiale » et est à la base des réseaux trophiques océaniques et de l'alimentation des oiseaux marins. Il joue un rôle essentiel dans le rétrocontrôle du climat global, notamment en pompant le CO2 (gaz à effet de serre) de l'air. Son développement est fortement saisonnier et souvent constitué de successions de populations dominantes. Le phytoplancton constitue à lui seul environ 50 % de la matière organique produite sur la planète Terre1, mais il semble en diminution régulière depuis la fin du XXe siècle.
Plusieurs espèces sont des agents pathogènes (en sécrétant des toxines) ou sont considérées comme des bioindicateurs intéressants.
Sa vulnérabilité n'est pas encore bien connue, mais la surpêche ou une pêche ciblant des espèces consommant le plancton (dont certaines baleines par exemple) peut modifier le réseau trophique et la composition planctonique de l'océan, de même que le réchauffement climatique ou la pollution marine (acidification, eutrophisation en particulier).

## Taxonomie
Le phytoplancton est un groupe très diversifié d'un point de vue taxonomique. Il comprend environ 20 000 espèces distribuées dans au moins huit classes taxonomiques ou embranchements. En comparaison, les plantes comprennent plus de 250 000 espèces dont la plupart sont comprises dans une seule classe. Ainsi, contrairement aux plantes, le phytoplancton est pauvre en espèces mais très diversifié d'un point de vue phylogénétique. 
L'origine de cette évolution si diversifiée, malgré des ressources limitées, n'est pas clairement établie : il s'agit du paradoxe du plancton (en).
Parmi ces différents groupes d'organismes, trois lignées évolutives peuvent être discernées. La première comprend tous les procaryotes phytoplanctoniques qui appartiennent tous à la classe des cyanobactéries. En nombre, ces organismes dominent les écosystèmes océaniques. Il y a approximativement 1024 cyanobactéries dans les océans. À titre de comparaison, les cyanobactéries sont deux fois plus nombreuses que les étoiles dans le ciel. Tous les autres organismes phytoplanctoniques sont des eucaryotes. Au sein des eucaryotes, on peut distinguer deux grands groupes qui descendent d'un ancêtre commun. Le premier groupe comprend les espèces qui renferment de la chlorophylle b . Il constitue la lignée verte qui fut l'ancêtre de toutes les plantes supérieures. La plupart des espèces phytoplanctoniques de la lignée verte appartiennent au groupe des Chlorophyta et des Euglenophyta. Le second groupe constitue la lignée rouge. Il comprend les diatomées, les dinoflagellés, les Haptophytes (qui incluent les Coccolithophoridés) et les chrysophytes.

## Quelques exemples d'organismes constituant le phytoplancton
- Cyanobactéries,
- Diatomées,
- Dinoflagellés,

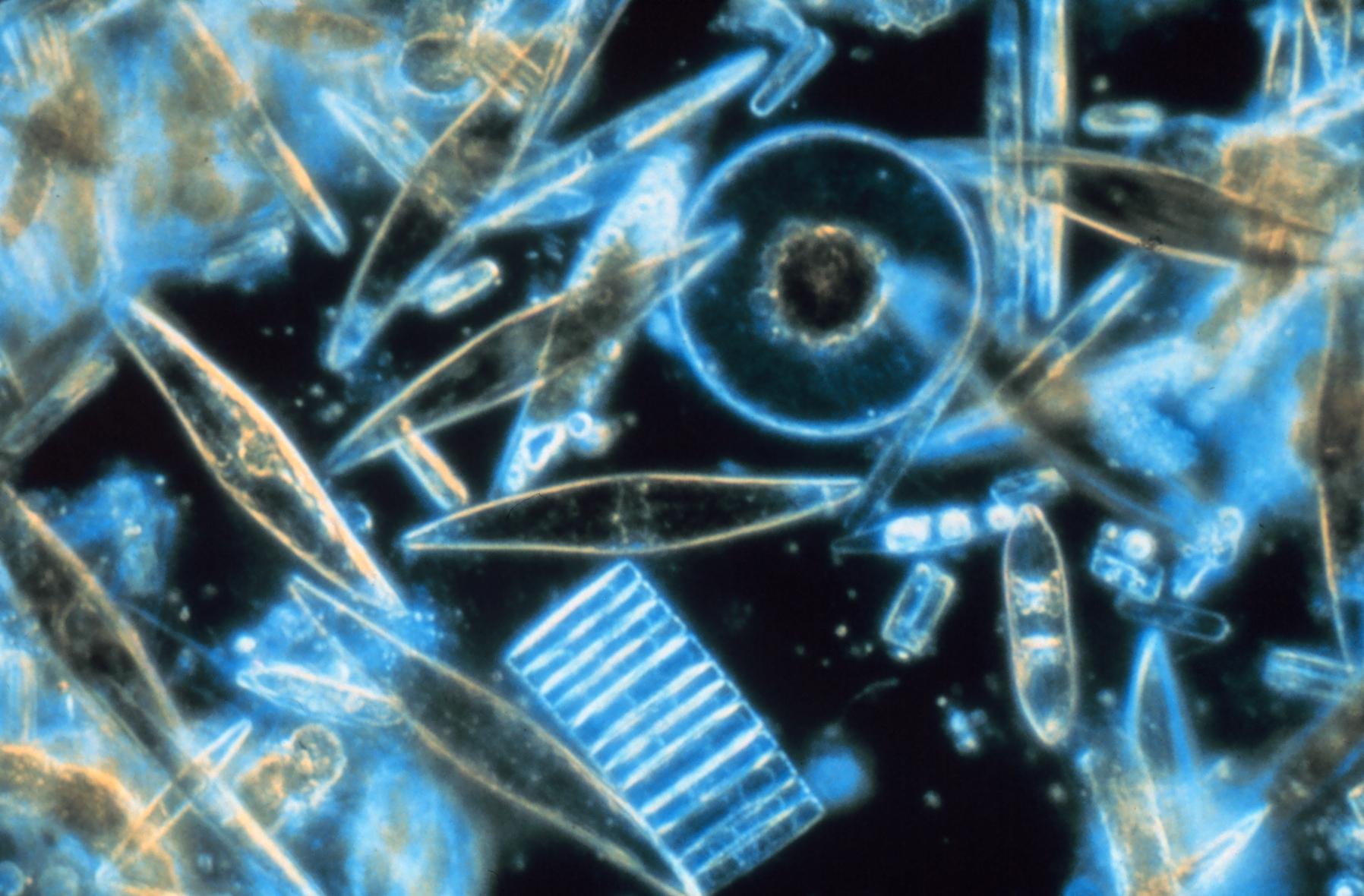
Diatomées : unicellulaires très communs du phytoplancton.

- Coccolithophoridés (entourés de plaques calcaires, leurs ancêtres sont à l'origine de la craie)
- Haptophytes

## Habitat
Le phytoplancton n'est présent en quantités massives que dans les couches superficielles de la mer, principalement dans la zone euphotique, où il accomplit sa photosynthèse, c'est-à-dire qu'il absorbe des sels minéraux et du carbone (sous forme de CO2) pour rejeter du dioxygène sous l'effet de la lumière.
Le nanoplancton peut être présent dans des couches plus profondes.

## Phytoplancton, biomasse et puits de carbone
Le phytoplancton de nature végétale constitue un puits biologique du gaz carbonique atmosphérique dans les océans. Ceci par le fait que le zooplancton animal, après l'avoir absorbé en surface pour se nourrir, plonge vers les profondeurs avec le gaz carbonique qu'il contient pour échapper à ses prédateurs. Il ne représente que 1 % de la biomasse d'organismes photosynthétiques sur la planète mais assure environ 45 % de la production primaire (fixation du carbone minéral (CO2) en carbone organique). Il est à la base de la nourriture de la plupart des poissons, qui fixent eux-mêmes une quantité considérable de carbone (2,7 à 15 %, voire 45 % du total, selon les marges d'erreur retenues pour les calculs) sous forme de carbonate de calcium. Cette pompe biologique du carbone est physiquement active dans chacun des deux hémisphères dans des zones de latitudes comprises entre 40° et 60°.
L'équation chimique de photosynthèse du phytoplancton est:
106 CO2 + 16 HNO3 + H3PO4 + 122H2O → (CH2O)106(NH3)16H3PO4 + 138O2
où HNO3 : Azote (N) minéral ; H3PO4 : Phosphore (P) minéral
Les cartes de concentration des phosphates et nitrates minéraux dans les océans conditionnent donc les zones d'apparition du phytoplancton. La haute mer n'en est en général pas une, tandis qu'aux pôles on ne constate d'apparition qu'en dehors des périodes de nuit polaire.

## Identification, inventaires
Le phytoplancton est facilement différentiable du zooplancton par des formes très simples (pas de pattes, pas d'antennes), souvent géométrique (carré parfait, rectangle, rond, ovale).
Certaines espèces (toxiques et/ou bioindicatrices) font l'objet d'un suivi (dans les eaux côtières par Ifremer par exemple en France).

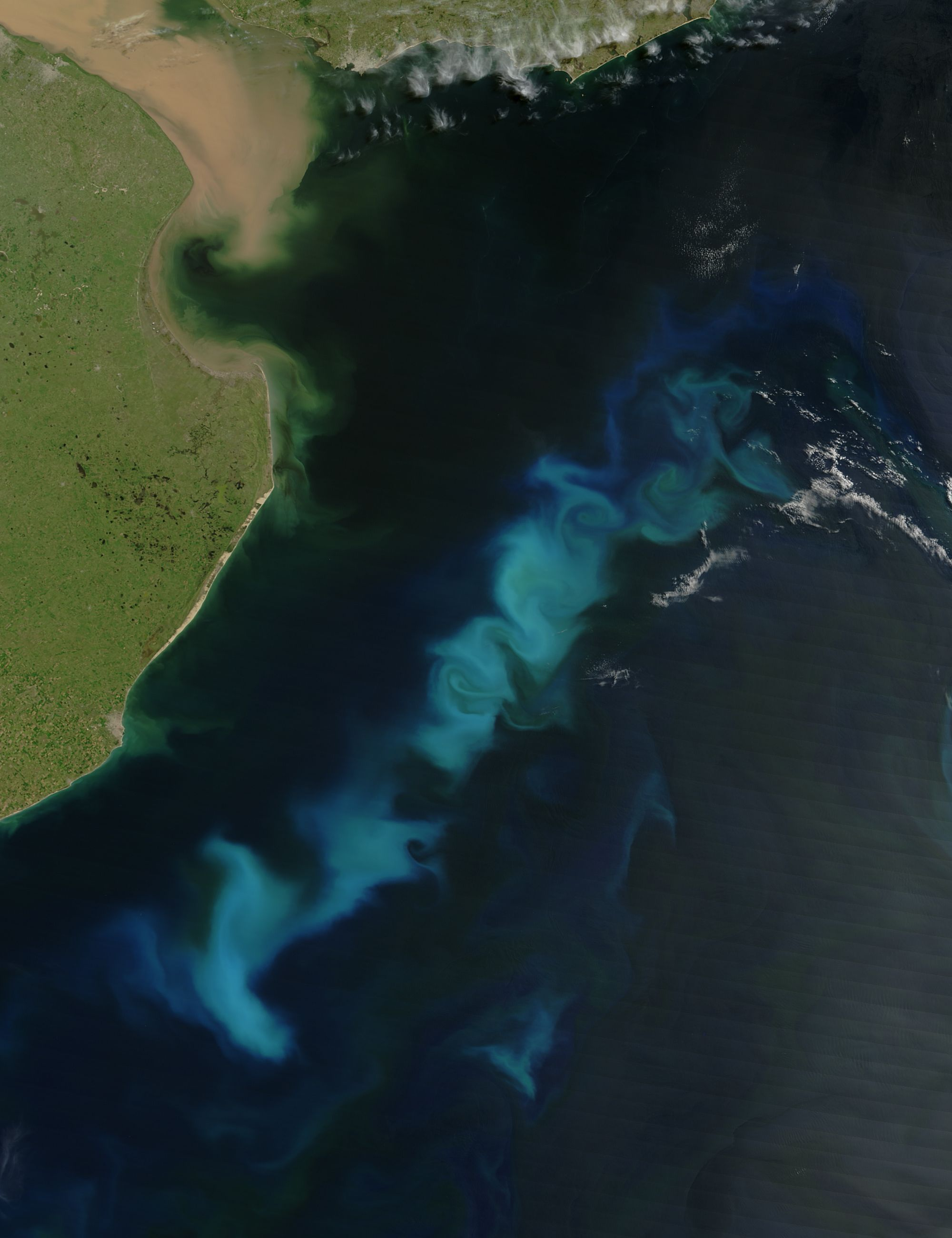
Développement du phytoplancton (efflorescence algale) au large de l'Argentine détecté par satellite.

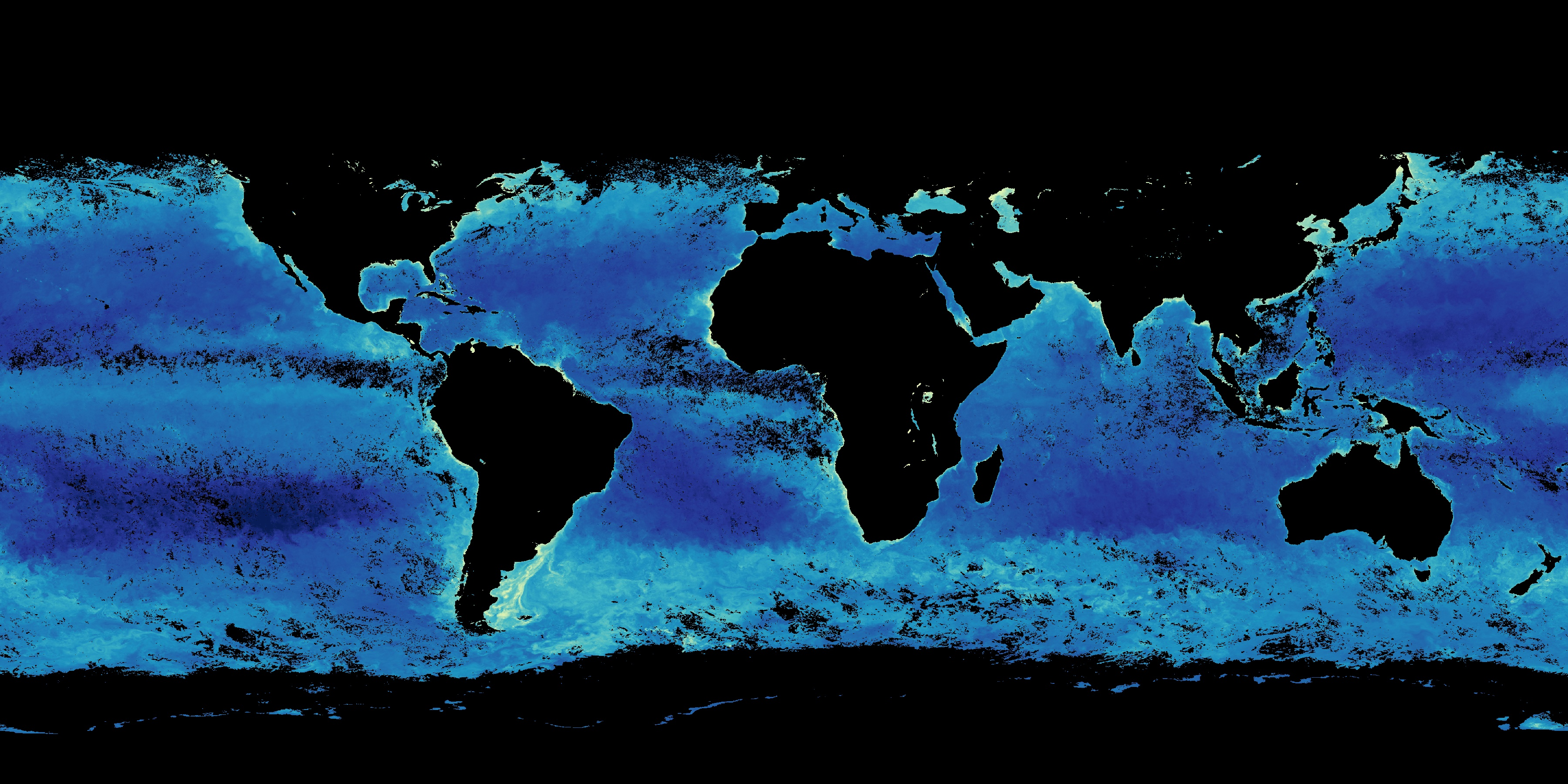
Répartition du Phytoplancton (concentration de la chlorophylle), novembre 2013. Vue de la NASA Aqua (satellite).

Des travaux de recherche portent sur la reconnaissance automatique en continu du plancton. L'Europe soutient un programme DYMAPHY (Développement d'un système d'observation DYnamique pour la détermination de la qualité des eaux MArines, fondé sur l'analyse du PHYtoplancton), visant un suivi en routine par cytométrie automatisée en flux, avec si possible une haute résolution spatiale et temporelle, pour élargir et renforcer les méthodes classiques (microscopie) et synoptiques (télédétection). Ce programme produira notamment une bibliothèque de signaux, disponible pour la communauté scientifique travaillant sur la cytométrie ou ses applications, ce qui permettrait notamment de mieux évaluer l'état du réseau trophique, par exemple pour répondre aux demandes des directives européennes  directive-cadre sur l'eau (DCE) et de la directive-cadre Stratégie pour le milieu marin.
Des études océanographiques mesurent la biomasse planctonique depuis 1899 par différentes techniques : transparence de l’océan mesurée grâce à la plongée du disque de Secchi dans l’eau, mesure de la chlorophylle et observation de la couleur de l’océan par satellite. Une compilation de ces études révèle que la biomasse planctonique a régressé de 1 % par an en moyenne depuis 1950. Ce résultat est controversé : plusieurs études indiquent que ces résultats sont inexacts,,.
En France, l'Institut français de recherche pour l'exploitation de la mer (Ifremer) est chargé du suivi (biomasse, abondance et composition) des populations phytoplanctoniques (micro-algues) depuis 1984 « de façon régulière, toute l’année au moins une fois par mois, sur environ 50 sites de prélèvement répartis sur tout le littoral », sous l'égide du « Réseau d’Observation et de Surveillance du Phytoplancton et des Phycotoxines » (REPHY) dans l'environnement marin des eaux côtières et lagunaires, en recensant des efflorescences exceptionnelles ou susceptibles d’affecter négativement les écosystèmes marins, en tentant de comprendre le « contexte hydrologique afférent ». Les enjeux sont environnementaux, économiques et sanitaire, et il s'agit aussi de répondre aux obligations de la France face à la DCE, la convention d'Aarhus et aux conventions internationales (ex : convention internationale OSPAR, convention de Barcelone...).
Les études de l'Ifremer sont complétées depuis le printemps 2013 par le projet de sciences participatives : Phenomer. Ce projet vise, en particulier, à collecter les observations du grand public, pour apprendre à mieux connaître les microalgues.

### En France
Les espèces de Bacillariophyta (diatomées) causent les trois quarts des efflorescences algales observées sur le littoral français (300 par an environ, souvent en fin de printemps et probablement à cause de l'eutrophisation des apports terrigènes).
Des espèces non siliceuses (dinoflagellés/ Dinophyceae) et diverses espèces d'autres groupes sont en seconde position (« selon la façade et le mois considérés (…) au détriment des diatomées, espèces essentielles des chaines alimentaires marines ». 
Les quatre taxons les plus observés sont trois diatomées (Pseudo-nitzschia, Chaetoceros et Skeletonema costatum) et les Cryptophyceae dont les Cryptomonadales.  Ils sont également les plus dominants sur chacune des trois façades maritimes, confortant leur rôle ubiquiste sur le littoral français.

### Planctologistes
- Grethe Rytter Hasle, planctologiste et professeur de biologie marine auteur de nombreux travaux publiés sur le phytoplancton.